# Floyd Alonzo McClure
Floyd Alonzo McClure (* 14. August 1897 in Sidney, Ohio; † 15. April 1970 in Bethesda, Maryland) war ein US-amerikanischer Botaniker. Er war am U.S. National Herbarium in Washington, D.C. tätig. Sein offizielles botanisches Autorenkürzel lautet „McClure“.

## Leben
McClure wurde als Sohn eines Lehrers im Bundesstaat Ohio geboren. Er wuchs auf dem Lande auf und schloss 1919 sein Studium als B.S. in Landwirtschaft ab. Interessiert in Fremdsprachen, lernte McClure Chinesisch und bereiste 1920 China für botanische Studien. Er interessierte sich insbesondere für Bambus; einer seiner Hauptverdienste ist die Bestimmung, Erforschung, Kultivierung und Einführung vieler Bambusarten in den Westen. Im Garten der Lingnan-Universität wuchsen über 600 Bambussorten, die er in die USA eingeführt hat. In Savannah, Georgia zog er Bambusse heran, die von dort aus überall auf der Welt verbreitet wurden. Nach dem Zweiten Weltkrieg weitete McClure seine Studien auf Südamerika, Indien, Pakistan und die Inseln Java und Luzon aus. Unterstützt wurde er zeit seines Lebens von seiner Frau Ruth McClure, die er 1915 kennenlernte, und von 1920 bis 1926 von seinem chinesischen Gehilfen Kang Peng. F. A. McClure starb 1970 bei der Arbeit in seinem Bambushain.

## Werke
- Plants of Lantau Island, Kwangtung. In: Lingnan Univ. Science Bull. Band 3, 1931.